# Mokkori
Mokkori (モッコリ?) è un termine indicante un fenomeno fisiologico facente parte della sfera sessuale maschile. È stato usato per la prima volta dal mangaka Shin Tamura.

## Significato
È un sinonimo scherzoso e onomatopeico della parola giapponese Bokki che sta per erezione, e per traslato, forte eccitazione sessuale. Derivante da altri termini simili come Moku Moku il cui significato è ergersi fluttuando, anche se il contesto usato è diverso, è un neologismo indicante l'eccitazione di personaggi fumettistici.

## Usi
Usato principalmente nei manga, in particolare City Hunter (dalla versione italiana di City Hunter: Private Eyes tradotto con il termine "Alzabandiera"), esistono anche le forme verbali del sostantivo che vengono utilizzate per dare l'idea di "far eccitare o eccitarsi, far andare fuori di testa o andare fuori di testa". Spesso lo si trova anche accanto ai nomi come nel caso di "Mokkori Shitagi", per indicare biancheria intima sexy e provocante.